# Indotyphlops lankaensis
Indotyphlops lankaensis es una especie de serpientes de la familia Typhlopidae.

## Distribución geográfica
Es endémica de Sri Lanka.